# Гамма (единица измерения)
Га́мма — внесистемная единица измерения напряжённости магнитного поля, применяемая в геофизике и в измерениях космических магнитных полей. Обозначается греческой буквой γ.
1 гамма = 10−5 эрстед = 0,01/(4π) A/м ≈ 0,000795774715 А/м.
Одна гамма равна напряжённости магнитного поля в вакууме при индукции магнитного поля, равной 10 микрогауссам (или 1 нанотесле)

## Примеры употребления
Напряжённость магнитного поля Земли на поверхности составляет в среднем около 50 000 γ (в зависимости от точки). На Марсе — от 50 до 120 гамм. Напряжённость магнитного поля в 1 гамму будет наблюдаться на оси бесконечного соленоида с плотностью навивки около 80 витков на метр (более точно — 1000/(4π) ≈ 79,58 витков/м), по которой течёт ток в 10 микроампер.
Согласно формуле (записанной в СГС), описывающей напряжённость магнитного поля в вакууме, создаваемую прямолинейным тонким бесконечным проводником с током,
{\displaystyle H=2{\frac {I}{cr}},}
где
- H — напряжённость магнитного поля в эрстедах;
- I — сила тока;
- с — скорость света;
- r — расстояние от точки наблюдения до проводника в сантиметрах,

на расстоянии 1 м от такого проводника, по которому пропускают ток силой 0,005 ампера = 0,005·(с/10) токовых единиц СГСЭ, напряжённость магнитного поля будет равна 1 гамме.
Средняя напряжённость магнитного поля в межзвёздной среде Галактики по порядку величины близка к 1 γ.
В немагнитных средах, где относительная магнитная проницаемость равна или близка к единице (в частности, в вакууме и воздухе) напряжённость магнитного поля, выраженная в гаммах, численно равна магнитной индукции, выраженной в нанотеслах: (H/1 γ) = (B/1 нТл).